# Hugo Hernández
Hugo Sergio Hernández Barrón (ur. 28 maja 1949 w mieście Meksyk, zm. 2 kwietnia 2022) – meksykański piłkarz, trener.
Hernández rozpoczynał grę w piłkę w zespole CD Cuautla, skąd przeniósł się później do drugoligowego CF Cuautitlán. Ostatnią drużyną, której barwy reprezentował, był stołeczny Pumas UNAM. Po skromnej i mało owocnej karierze piłkarskiej rozpoczął z sukcesami pracę jako trener w akademii juniorskiej Pumas – tam jego podopiecznymi byli przyszli reprezentanci kraju, określani mianem "złotej generacji" klubu; między innymi Miguel España, Raúl Servín, Sergio Bernal czy Luis García Postigo. W 1982 roku poprowadził kadrę Meksyku na uniwersyteckich mistrzostwach świata w mieście Cuernavaca, pokonując w finale tego turnieju reprezentację Francji po rzutach karnych. W późniejszym czasie przez kilka lat pełnił funkcję asystenta trenera pierwszej drużyny Pumas, Miguela Mejíi Baróna, zdobywając z nim mistrzostwo Meksyku w sezonie 1990/1991. W Pumas pracował również z Borą Milutinoviciem, a także Ricardo Ferrettim, będąc długoletnim członkiem sztabu szkoleniowego drugiego z wymienionych szkoleniowców w kilku klubach.
W styczniu 1993 Hernández podjął samodzielną pracę trenerską, zastępując Mejíę Baróna na stanowisku pierwszego trenera klubu CF Monterrey, gdzie wcześniej pełnił rołę asystenta. Na koniec swojego debiutanckiego sezonu 1992/1993 zdobył z tą ekipą tytuł wicemistrza Meksyku, w finałowym dwumeczu fazy play-off ulegając drużynie Atlante łącznym wynikiem 0:4 (0:1, 0:3). W 1993 roku triumfował także z Monterrey w rozgrywkach Pucharu Zdobywców Pucharów CONCACAF. Został zwolniony w lutym 1994 po ośmiu ligowych meczach bez zwycięstwa, bezpośrednio po porażce 0:7 z Necaxą. Szybko został ściągnięty przez Ferrettiego do prowadzonego przez niego klubu Chivas de Guadalajara w roli asystenta. W sezonie Verano 1997 zdobył z tym klubem mistrzostwo Meksyku, za to podczas rozgrywek Invierno 1998 tytuł wicemistrzowski. Po odejściu Brazylijczyka, w lipcu 2000 na krótko został pierwszym szkoleniowcem Chivas, jednak w pięciu meczach nie odniósł ani jednego zwycięstwa i został zastąpiony przez Jesúsa Bracamontesa.
Wiosną 2001 roku Hernández powrócił pod skrzydła Miguela Mejíi Baróna, ponownie zostając jego asystentem w Pumas, a w sierpniu tego samego roku zastąpił go na stanowisku trenera i poprowadził ekipę w czterech spotkaniach. W lecie 2004 po raz kolejny rozpoczął współpracę z Ricardo Ferrettim, kolejno w Deportivo Toluca, Monarcas Morelia i Tigres UANL. W lipcu 2006 podpisał umowę z Morelią jako pierwszy szkoleniowiec, jednak odszedł z klubu po kilku miesiącach, prowadząc go w dziewięciu spotkaniach ze zmiennym szczęściem. W 2009 roku podjął pracę jako asystent w drugoligowym CF La Piedad, a w 2010 roku towarzyszył José Luisowi Salgado w Club León, także z drugiej ligi. Niedługo potem został członkiem sztabu szkoleniowego Tigres UANL, ponownie asystując w nim Ferrettiemu. W rozgrywkach Apertura 2011 osiągnął kolejny już tytuł mistrza Meksyku. 